# Лиепская волость
Лиепская волость (латыш. Liepas pagasts) — одна из четырёх территориальных единиц Приекульского края Латвии. Находится на севере края. Граничит с Марсненской и Приекульской волостями своего края, Каугурской волостью Беверинского края, Раунской волостью Раунского края, Райскумской волостью Паргауйского края, а также с Вайдавской и Коценской волостями Коценского края.
Крупнейшими населёнными пунктами волости являются сёла: Лиепа (волостной центр), Дукули, Лиепасмуйжа, Обули, Саркани, Саулитес, Скангали, Стуки.
Через Лиепскую волость проходит региональная автодорога P20 Валмиера — Цесис — Драбеши и, следующий параллельно ей, участок железнодорожной линии Рига — Лугажи.
По территории волости протекают реки: Браслава, Гауя, Гривиньупите, Рауна.

## История
Лиепская волость была основана на землях бывшего Линденского поместья. В 1925 году к ней была прибавлена часть территории бывшего Сканьгальского поместья Мурмуйжской волости.
В 1935 году площадь Лиепской волости Цесисского уезда составляла 68,9 км², при населении в 1262 жителя.
В 1945 году в Лиепской волости были созданы Дундурский и Лиепский сельские советы, находившиеся в 1945—1949 годах в составе Цесисского уезда. После отмены в 1949 году волостного деления Лиепский сельсовет входил в состав Цесисского района.
В 1954 году к Лиепскому сельсовету была присоединена территория ликвидированного Дундурского сельского совета.
В 1990 году Лиепский сельсовет был реорганизован в волость. В 2009 году, по окончании латвийской административно-территориальной реформы, Лиепская волость вошла в состав Приекульского края.